# Ван дер Хав, Мириам
Мириам ван дер Хав (нидерл. Miriam van der Have) — нидерландская интерсекс-активистка и женщина с синдромом нечувствительности к андрогенам. Является соучредителем и сопредседателем OII Europe, соучредителем и управляющим директором NNID Foundation в Нидерландах и членом совета ILGA, где занималась вопросами интерсекс-тематики до весны 2019 года. Ван дер Хав также журналист и режиссер.

## Личная жизнь
Ван дер Хав — женщина с синдромом нечувствительности к андрогенам, из-за чего в детстве она подверглась хирургическим вмешательства. Она сделала каминг-аут как интерсекс-человек на телешоу в 2003 году. Занимается правозащитной деятельностью по вопросам интерсекс-людей. Является режиссёром документального фильма о четырех интерсекс-женщинах «Vrouwen met AOS» («Женщины с СНкА»). Премьера этого документального фильма состоялась 15 июня 2016 года.

## Правозащитная деятельность

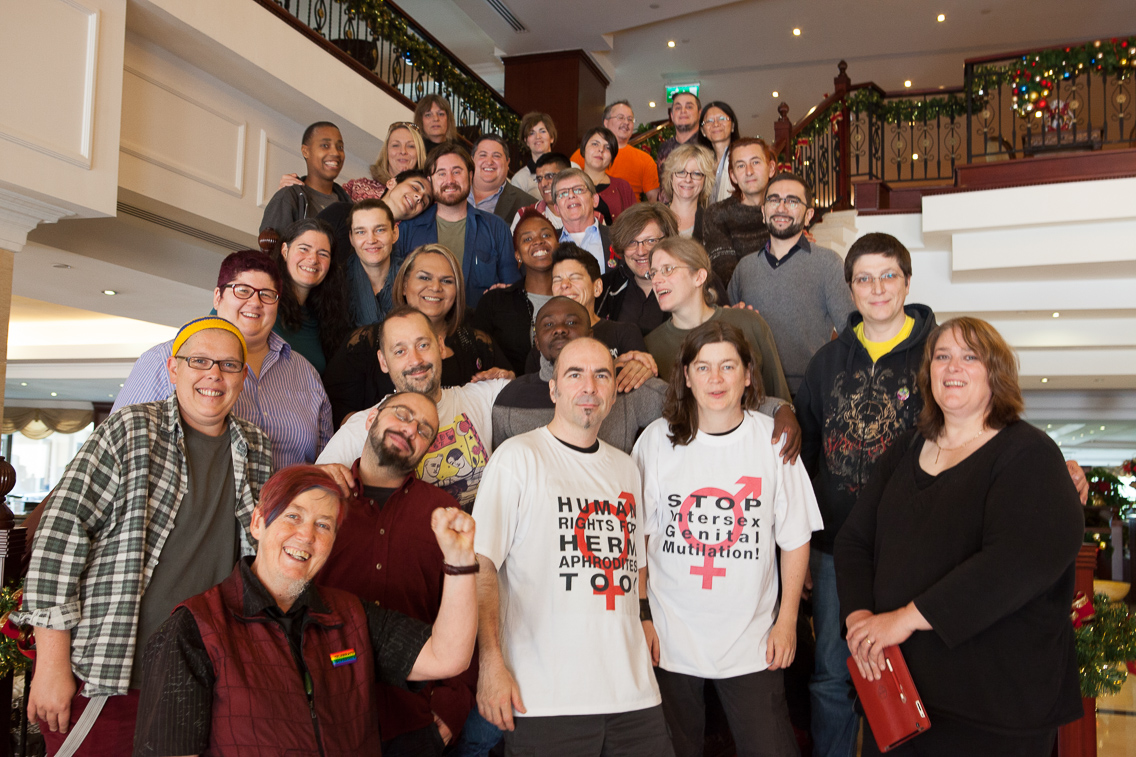
Третий международный интерсекс-форум. Мариам ван дер Хав в первом ряду справа.

Ван дер Хав — бывший председатель AISNederland, голландской группы поддержки людей с синдромом нечувствительности к андрогенам, также она основала NNID Foundation и является соучредителем OII Europe. Она много говорит и пишет по интерсекс-вопросам. В День интерсекс-людей, 26 октября 2016 года, ван дер Хав и Жюль ван Хуф представили руководство по интерсекс-вопросам министру Йет Бюссемакер.
Ван дер Хав заявила:
Интерсекс вариации не являются ненормальностью или болезнью. Для меня интерсекс относится к опыту социокультурных последствий того, что человек родился с телом, которое не укладывается в нормативные определения понятий «мужчина» или «женщина». Вкратце, речь идет о нашем опыте, а не о медицинском диагнозе.
Она призвала включить термин «половые признаки» в голландское законодательство о равном обращении.
В декабре 2016 года Ван дер Хав была избрана представлять интересы интерсекс-людей в ILGA.